# Zgonik (priimek)
Zgonik je priimek več znanih Slovencev:
- Franc Zgonik (1898—1944), kmet, član organizacije TIGR in partizan
- Marko Zgonik (*1954), fizik, prof. FMF
- Mavricij Zgonik (1910—2002), geograf in zgodovinar, pedagog
- Miran Zgonik (*1943), strojnik, prof. FPP
- Nadja Zgonik (*1964), umetnostna zgodovinarka, prof. ALUO
- Rado Zgonik (*1936), arhitekt